# Isola di Matveev
L'isola di Matveev (in russo Остров Матвеева?) è un'isola russa che fa parte dell'arcipelago Rimskij-Korsakov; si trova nella parte occidentale del golfo di Pietro il Grande, nel mare del Giappone, nell'Estremo Oriente russo. Appartiene amministrativamente al Chasanskij rajon, del Territorio del Litorale ed è inclusa nella Riserva della biosfera marina dell'Estremo Oriente (Дальневосточный морской биосферный заповедник). Si trova 62 km a sud-ovest di Vladivostok e 1,4 km a ovest di Bol'šoj Pelis.

## Geografia
L'isola è lunga circa 1,47 km e larga 560 m. L'altezza massima è di 128,3 m s.l.m. La superficie dell'isola è ricoperta d'arbusti e boschi di latifoglie.  Le coste dell'isola sono ripide e scoscese. A nord-ovest dalla punta settentrionale dell'isola Matveeva si trovano due isolotti rocciosi senza nome, alti rispettivamente 47,4 e 51,2 m, tra di essi e l'isola vi sono tratti di scogliere e faraglioni.

## Storia
L'isola è stata scoperta nel 1851 da baleniere francesi e l'anno successivo è stata descritta dal brigantino Caprice della Marina francese. È stata esaminata e descritta nel 1854 dagli equipaggi russi della fregata Pallada e dello schooner Vostok. Nel 1863, è stata studiata in dettaglio e mappata dalla spedizione guidata dall'ufficiale di marina Vasilij Matveevič Babkin a bordo della corvetta Kalevala.
Ha preso il nome del capitano Petr Kuz'mič Matveev, comandante della corvetta Voevoda. Negli anni trenta, per un breve periodo di tempo l'isola si chiamava Matveja (остров Матвея; isola di Matteo).